# Тируваллур (округ)

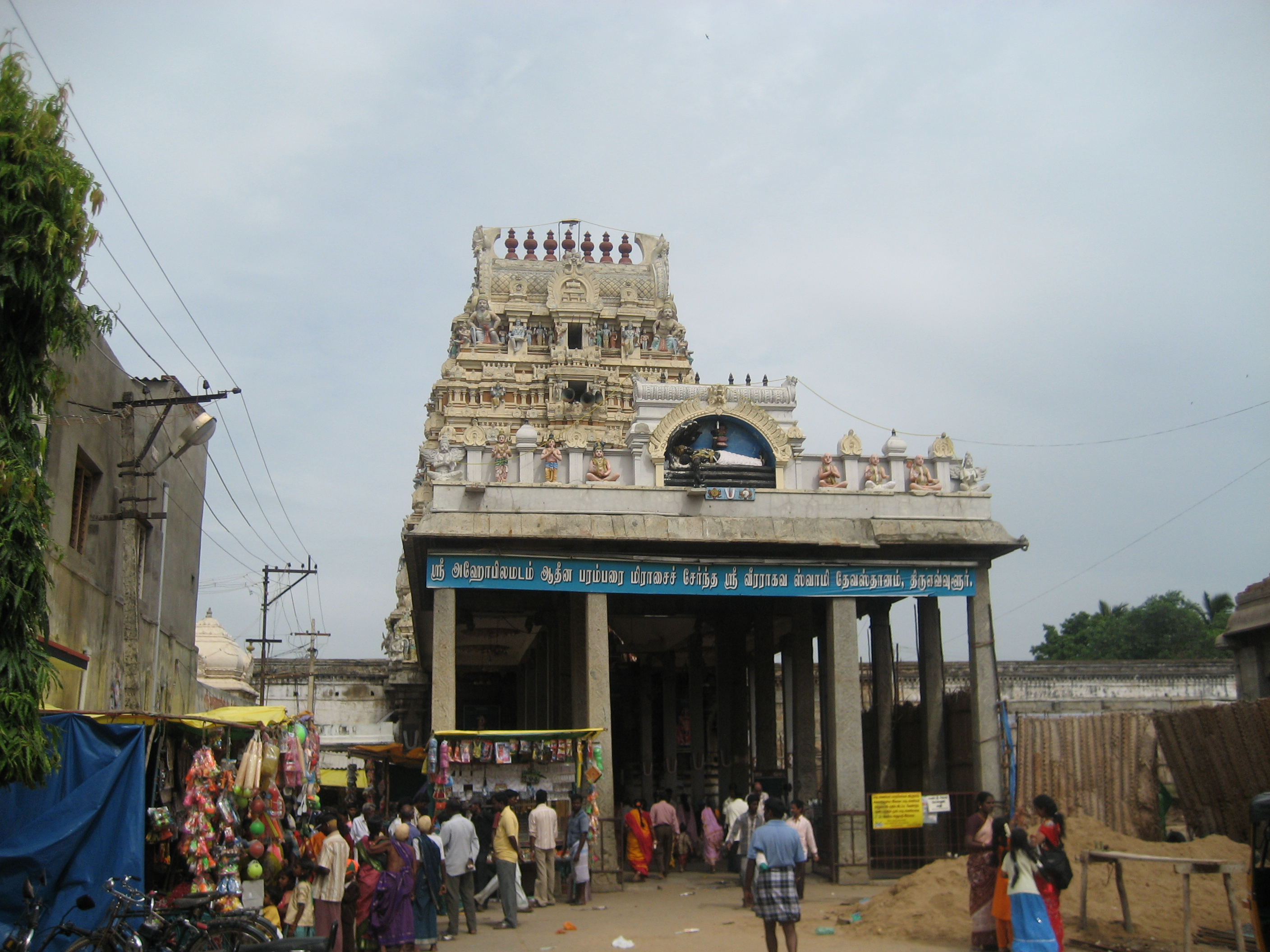
Храм в Тируваллуре

Тируваллур (англ. Tiruvallur) — округ в индийском штате Тамилнад. Образован 1 июля 1997 года в результате разделения округа Ченгалпатту на два самостоятельных округа — Тируваллур и Канчипурам. Площадь округа — 3424 км².

## Этимология
Слово «Tiruvallur» вероятно произошло от тамильской фразы «tiru evvull»: «Tiru» — бог (довольно распространённая приставка для храмовых городов южной Индии) и «evvull» — где я могу спать. Таким образом, название округа можно перевести как «место (город), где бог Веера Рагхавар спросил праведника о месте, где он мог бы переночевать».

## География
Тируваллур граничит со штатом Андхра-Прадеш (на севере), а также с тамильскими округами Ченнаи, Канчипурам и Веллор (на юге). На востоке омывается водами Бенгальского залива. Имеется несколько гряд низких холмов, проходящих через округ. Склоны холмов — каменисты, практически не покрыты растительностью. На территории Тируваллур нет никаких значимых месторождений полезных ископаемых. Площадь, занимаемая лесами — незначительна. Среднее для Тируваллура количество осадков составляет около 1104 мм, из которых 52 % выпадает в ходе северо-восточного муссона и 41 % — во время действия юго-западного муссона.

## Население
По данным переписи 2011 года население округа составляет 3 725 697 человек, что примерно соответствует населению такой страны как Либерия. Плотность населения — 1 049 чел/км². Прирост населения за период с 2001 по 2011 годы составил 35,25 %. Гендерный состав включает 983 женщины на 1000 мужчин; уровень грамотности — 83,82 %.
По данным прошлой переписи 2001 года население округа составляло 2 754 756 человек. Уровень грамотности составлял тогда 76,9 %, что выше среднеиндийского показателя на тот момент (59,5 %). Доля городского населения составляла 54,45 %.

## Административное деление
В административном отношении округ Тируваллур подразделяется на следующие талуки:
- Тируваллур
- Пунамалли
- Поннери
- Гуммидипунди
- Утхукоттай
- Тируттани
- Паллипатту
- Амбаттур
- Мадхаварам